# Guy de Montfort
Guy de Montfort (1244- vers 1288) va ser comte de Nola, fill del sisè comte de Leicester Simó de Montfort i d'Elionor d'Anglaterra.
Va participar en la batalla d'Evesham contra l'exèrcit reialista del seu oncle, el rei Enric III d'Anglaterra, i el seu cosí, el príncep Eduard. Tant el seu pare com el seu germà gran van morir durant la batalla, i Guy de Montfort va ser greument ferit i fet presoner.
Va estar presoner al Castell de Windsor fins a la primavera de 1266, quan va subornar els seus captors i va fugir a França per reunir-se amb la seva família exiliada. Guy i el seu germà, Simó el jove, van voltar per Europa durant uns anys fins que van acabar establint-se a Itàlia.
Guy va entrar al servei de Carles d'Anjou, servint-lo com a vicari general a la Toscana. Allí va casar-se amb una noble italiana, Margherita Aldobranderschi, amb qui tingués dues filles: Anastàsia, que seria esposa de Romano Orsini, i Tomasina, que es casaria amb Pietro Vico.
Pel seu paper destacat en la batalla d'Alba, Carles d'Anjou el nomenà senyor de Nola.
El 1271 Guy i Simó van descobrir el seu cosí Enric d'Almain (fill de Ricard, baró de Cornualla) a Viterbo, a l'església de Sant Silvestre. Com a revenja de les morts del seu pare i germà a Evesham, Guy i Simó van assassinar Enric mentre suplicava pietat aferrat a l'altar. Per aquest crim els germans Montfort van ser excomunicats.
Simó va morir al mateix any a Siena. Guy, desposseït de tots els seus títols, es va veure obligat a tornar a entrar al servei de Carles d'Anjou. El 1287 va ser capturat pels almogàvers a la batalla naval dels Comtes durant les vespres sicilianes. Va morir a la presó.
Entre els seus descendents directes, a través de la seva filla gran Anastàsia, hi trobem reis de Nàpols (segle xv), governants de Polònia (segle xvi), Ducs de Ferrera i Ducs de Guise.
Dante Alighieri situa Guy, a la seva obra magna La Divina Comèdia, al setè cercle de l'infern, submergit en sang bullent.